# Canashito
Canashito, ook bekend als Canachito, Cornachiti of Carachito, ligt landinwaarts op een kalksteenformatie, nabij Hooiberg, in Santa Cruz, Aruba, en ligt 63,2 meter boven zeeniveau.  Er wordt gedacht dat deze toponiem Canashito heeft mogelijk een Indiaanse oorsprong. Deze kalksteenformatie is van belang als een opmerkelijke archaeologische vindplaats uit de Archaïsche periode.

## Geschiedenis

### Staatsplantage
Rond 1800 ontstond Canashito als een kleine plantage na de migratie van kolonisten uit Curaçao in 1754. Toen R.F. van Raders aantrad in 1836 als nieuwe beheerder geloofde hij dat het verbouwen van gewassen een positieve invloed zou hebben op het zeeverkeer en de handel. Van Raders initieerde modelplantages op de Benedenwindse Eilanden in de hoop dat anderen dit voorbeeld zouden volgen. Aruba werd ook bij deze experimenten betrokken. Op deze kleine plantage, waaronder destijds de Socotoro -plantage in Oranjestad, werden cochenille en aloë verbouwd. Er waren meerdere uitdagingen voor de plantage, zoals de opeenvolgende mislukte oogsten die werden toegeschreven aan de droogte. In 1848 werd het experiment hervat onder het bestuur van IJM Elsevier Jr. en werden de plantages nieuw leven ingeblazen om werk te bieden aan de verarmde kolonisten. Deze beslissing viel samen met het besef dat ook in de Nederlandse koloniën de afschaffing van de slavernij was begonnen. De resultaten waren echter opnieuw teleurstellend, wat in 1851 leidde tot de stopzetting.

### Parochie
In 1860 stichtte predikant Nicolaas A. Kuiperi een protestantse kerk in Canashito. De dorpelingen van Savaneta waren afhankelijk van de katholieke pastorale zorg uit Santa Cruz. Tussen 1858 en 1871 probeerde Kuiperi de opmars van de katholieke missie in de "districten" tegen te houden. Zoals vastgelegd in de doopregisters van de protestantse gemeenschap doopte Kuiperi kinderen van wie de ouders tot de Savanetero's behoorden. Op 17 februari 1879, tijdens het conflict tussen katholieken en protestanten, werd de kerk van Canashito in brand gestoken. Tien jaar later raakte de kerk in verval en het besluit om de kerk niet te herbouwen, omdat de protestantse gemeenschap geen eigenaar was van het terrein waarop de kerk was gebouwd. Het resultaat was de bouw van de Protestant church Piedra Plat in 1899. Na het vertrek van Kuiperi bleef Savaneta verstoken van protestantse zorg, en geleidelijk aan bekeerden de meeste protestantse families zich tot het katholicisme.
Op het terrein zijn nog resten van de fundamenten van de kerk te vinden en Sjabloon:Convert verderop ligt een begraafplaats. Van de twaalf kelders is niet veel meer over; het is meer een ruige wildernis geworden. De binnenmuren van het huis in Canashito 18 zijn een deel van de muur van de protestantse kerk.

## Bioarcheologie
Op de helling die naar de ingang van de abri leidt, ontdekten archeologen voedselresten van schelpen, wat erop wijst dat er in het verleden menselijke activiteiten in dit gebied hebben plaatsgevonden. Bovendien werden onder de abri vijf menselijke begrafenissen ontdekt. Wat de menselijke variabiliteit betreft, was een van de ontdekte individuen niet inheems op Aruba. Deze persoon volgde een ander dieet dan de andere personen, die allemaal Arubaans waren. Deze bevinding suggereert dat migratie en culturele uitwisseling vanaf een vroege periode integrale onderdelen waren van de culturele gebruiken onder deze archaïsche indianen. Uit analyses van zetmeelkorrels van vindplaatsen uit het Archaïsche Tijdperk op Aruba, waaronder Malmok, bleek dat er maïs, cocoyam, cassave, marunguey en zoete aardappel aanwezig waren op Aruba.
Koolstofdatering van een van de skeletten leverde een datum op die overeenkomt met de periode 1960 ±65 BP, ofwel 83-394 n.Chr. De vondsten op deze archeologische vindplaats dragen bij aan het begrip van de historische tijdlijn, en de culturele en historische betekenis van de regio tijdens het Archaïsche Tijdperk.
- Alofs, Luc (1997). Savaneta, een vlek of dorp.
- Kelly, Harold (2019). Early Settlers of the Insular Caribbean: Dearchaizing the archaic. Sidestone Press, Leiden, "The Archaic Age of Aruba: New evidence on the first migrations to the island", 147–161.
- Mickleburgh, Hayley L. (2018). The Archeology of Caribbean and Circum-Caribbean Farmers 6000 BC-AD 1500. Routledge, London and New York, "Assessing dietary and subsistence transitions on prehistoric Aruba: Preliminary bioarcheological evidence", 288–306. ISBN 9781351169202.